# Arthur Schlegelmilch
Arthur Schlegelmilch (* 28. März 1958 in Bamberg) ist ein deutscher Historiker und Hochschullehrer an der Fernuniversität in Hagen.
Arthur Schlegelmilch studierte Geschichtswissenschaft an der Freien Universität Berlin und wurde dort mit einer Untersuchung über die unmittelbare Nachkriegsgeschichte Berlins 1991 bei Otto Büsch promoviert. Er war von 1989 bis 1995 bei der Historischen Kommission zu Berlin und an der Freien Universität Berlin tätig. Von 1995 bis 2021 war er zunächst als Wissenschaftlicher Mitarbeiter am Lehrgebiet Neuere Deutsche und Europäische Geschichte der Fernuniversität in Hagen beschäftigt. Er habilitierte sich dort 2001 bei Peter Brandt. Er ist außerplanmäßiger Professor an der Fernuniversität Hagen und war bis 2021 Geschäftsführender Direktor des dortigen Instituts für Geschichte und Biographie.
Schlegelmilch war Vorstandsmitglied des Dimitris-Tsatsos-Instituts für Europäische Verfassungswissenschaften in Hagen und ist Mitglied in der Vereinigung für Verfassungsgeschichte. Seine Forschungsschwerpunkte sind die europäische Verfassungsgeschichte des 19. Jahrhunderts und die Erfahrungsgeschichte der DDR.

## Schriften (Auswahl)
Monografien
- Die Alternative des monarchischen Konstitutionalismus. Eine Neuinterpretation der deutschen und österreichischen Verfassungsgeschichte des 19. Jahrhunderts (= Reihe Politik- und Gesellschaftsgeschichte, Bd. 82). Dietz, Bonn 2009, ISBN 978-3-8012-4191-9 (zugleich: Habilitationsschrift, FernUniversität Hagen).
- Hauptstadt im Zonendeutschland. Die Entstehung der Berliner Nachkriegsdemokratie 1945–1949 (= Schriften der Historischen Kommission zu Berlin, Bd. 4). Haude u. Spener, Berlin 1993, ISBN 3-7759-0370-4 (zugleich: Dissertation, FU Berlin).

Herausgeberschaften
- mit Ewald Grothe: Constitutional Moments. Erträge des Symposions des Dimitris-Tsatsos-Instituts für Europäische Verfassungswissenschaften, des Instituts für Geschichte und Biographie und des Archivs des Liberalismus der Friedrich-Naumann-Stiftung für die Freiheit am 13. und 14. April 2018 an der FernUniversität in Hagen (= Veröffentlichungen des Dimitris-Tsatsos-Instituts für Europäische Verfassungswissenschaften, Bd. 20). Berliner Wissenschafts-Verlag, Berlin 2020, ISBN 978-3-8305-3982-7.
- mit Eva Ochs, Wolfgang Kruse und Werner Daum: Politische Bewegung und symbolische Ordnung. Hagener Studien zur Politischen Kulturgeschichte. Festschrift für Peter Brandt. Dietz, Bonn 2014, ISBN 978-3-8012-4216-9.
- mit Wolfgang Kruse und Eva Ochs: Soziale Bewegung und politische Emanzipation. Studien zur Geschichte der Arbeiterbewegung und des Sozialismus. Festschrift zum 60. Geburtstag Peter Brandts. Dietz, Bonn 2008, ISBN 978-3-8012-4184-1.
- mit Peter Brandt, Werner Daum und Martin Kirsch: Handbuch der europäischen Verfassungsgeschichte im 19. Jahrhundert. Institutionen und Rechtspraxis im gesellschaftlichen Wandel. [bisher] 3 Bde., Dietz, Bonn 2006 ff.
  - Bd. 1: Um 1800, 2006, ISBN 978-3-8012-4140-7,
  - Bd. 2: 1815–1847, 2012, ISBN 978-3-8012-4141-4.
  - Bd. 3: 1848–1870, 2020, ISBN 978-3-8012-4142-1.
- mit Peter Brandt und Reinhard Wendt: Symbolische Macht und inszenierte Staatlichkeit. 'Verfassungskultur' als Element der Verfassungsgeschichte. Dietz, Bonn 2005, ISBN 3-8012-4151-3.
- mit Werner Daum, Peter Brandt und Martin Kirsch: Quellen zur europäischen Verfassungsgeschichte im 19. Jahrhundert. Institutionen und Rechtspraxis im gesellschaftlichen Wandel. [bisher] 3 CD-ROMs, Dietz, Bonn 2004 ff., ISBN 3-8012-4144-0.
- mit Otto Büsch: Wege europäischen Ordnungswandels. Gesellschaft, Politik und Verfassung in der zweiten Hälfte des 19. Jahrhunderts. Kovač, Hamburg 1995, ISBN 3-86064-253-7.